# Karate Kid: Sanningens ögonblick
För andra betydelser, se Karate Kid.
Karate Kid: Sanningens ögonblick (engelska: The Karate Kid) är en amerikansk dramafilm från 1984 i regi av John G. Avildsen, med manus av Robert Mark Kamen. I huvudrollerna ses Ralph Macchio, Noriyuki "Pat" Morita och Elisabeth Shue. Filmen hade biopremiär i USA den 22 juni 1984.

## Handling
Det är september och Daniel flyttar med sin mamma från Newark i New Jersey till Reseda i Los Angeles i Kalifornien. När Daniel hjälper till att bära in grejor träffar han jämnåriga Freddy som bor i samma hyreshus. Freddy frågar vad Daniel ska göra imorgon och bjuder med honom till en fest på stranden. Inne i lägenheten upptäcker mamma att kranen är trasig och ber Daniel att hitta vicevärden så att den kan lagas. Vicevärden visar sig vara en äldre japan, Kesuke Miyagi, och Daniel kommer och stör honom i hans vaktmästarkontor när han försöker fånga flugor med två ätpinnar. Vicevärden är uppenbarligen missnöjd över att bli störd av hyresgäster.
Nästa dag är Daniel med några jämnåriga killar och spelar fotboll på stranden. Han lägger märke till en blond tjej som tittar på honom och ler. Han frågar sina nya kompisar vem hon är men får bara veta att hon är rik. På kvällen sitter alla och grillar på stranden och Daniel träffar henne igen. Då dyker det tuffa moppegänget upp som leds av tjejens före detta pojkvän Johnny. Han är mycket svartsjuk och Daniel blir nedslagen och får en blåtira. Både Daniel och Johnny kan karate men Johnny är både större och bättre övad än Daniel som inte har en chans.
Nästa dag börjar Daniel på high school. Johnny och moppegänget undviker honom. På fotbollsplanen träffar han den söta tjejen igen som berättar att hon heter Ali. Hon är uppenbarligen förtjust i Daniel. När de träffas nästa dag har hon tagit reda på att Daniel kommer från Newark och undrar hur han trivs. De äter lunch tillsammans. Daniel vill lära sig mer karate och hittar en karateklubb, Cobra Kai. Den mycket disciplinerade träningen leds i en nästan militär drill av John Kreese under slagorden: "Slå först, slå hårt, ingen nåd". För sina elever förklarar han: "Vi är inte barmhärtiga, vi är inga mesar!". Johnny och hans gäng är redan där och övar för fullt. Daniel går igen.
När Daniel cyklar hem på kvällen får Johnny och moppegänget syn på honom och tränger honom nedför en brant sluttning. När han kommer hem slänger han cykeln i en container och hans mamma blir väldigt ledsen när han kommer hem med en blåtira. Daniel vill helst av allt flytta hem till Newark igen. När han möter Ali nästa dag tycker hon att han ska sluta undvika moppegänget men då blir Daniel sur på henne.
Nästa kväll när Daniel kommer hem får han se att Miyagi lagat hans cykel. När Daniel går till hans kontor för att tacka sitter han där och ordnar med sina bonsai-träd. Daniel får hjälpa honom en stund och både Daniel och hans mamma får varsitt träd. I skolan undviker han Ali och när det är dags för allhelgonabal i skolan stannar han hemma. Miyagi tycker att han måste gå och ordnar så att Daniel kan gå utklädd till en dusch.
Ali blir jätteglad när Daniel kommer till skolbalen. Inne på herrtoaletten får Daniel se Johnny sitta och rulla en marijuana-cigarett och bestämmer sig för att ge honom en minnesbeta genom att spruta vatten på honom. Det slutar med att Johnny och hela hans gäng ger Daniel storstryk innan Miyagi plötsligt dyker upp och klubbar ned hela gänget med hjälp av några karatesparkar.
Inne i sitt kontor får Miyagi plåstra om Daniel. Miyagi är riktigt duktig på karate men han anser att karate endast ska användas som försvar. Men han lovar att följa med Daniel till karateklubben och försöka få ett slut den regelbundna misshandeln. På klubben tycker Kreese att Daniel ska gå en match mot Johnny på en gång men Miyagi vill att de möts vid karatemästerskapen strax före jul, om två månader. Till dess ska Johnny och de andra lämna Daniel ifred men om han inte dyker upp på mästerskapen ska Daniel få sig en minnesbeta han inte glömmer.
Daniel och Miyagi åker ut till Miyagis hus. Där lovar han att träna Daniel i karate men då måste Daniel lyda utan att ställa frågor. Dagarna därefter får Daniel ställa upp och vaxa bilar, måla plank och slipa golven. Daniel har uppenbarligen blivit lurad, det är i alla fall vad han tror.
I skolan behöver Daniel inte längre vara rädd för Johnny och hans gäng. På lördagen går han ut på dejt med Ali. Han hämtar henne i den rika förorten Encino och de har en helkväll på nöjesfältet Golf n' Stuff.
Till slut har Daniel ledsnat på att bli utnyttjad som gratis arbetskraft och att Miyagi aldrig sätter igång med träningen. Han börjar skälla ut Miyagi tills Miyagi visar att samma rörelser som han använt för att vaxa bilarna och måla planket kan han använda för att försvara sig mot en motståndare i karate.

## Rollista i urval
- Ralph Macchio – Daniel "Danny" LaRusso
- Noriyuki "Pat" Morita – Mr. Miyagi
- Elisabeth Shue – Ali Mills
- Martin Kove – John Kreese
- Randee Heller – Lucille LaRusso
- William Zabka – John "Johnny" Lawrence
- Ron Thomas – Bobby Brown
- Rob Garrison – Tommy
- Chad McQueen – Dutch
- Tony O'Dell – Jimmy
- Israel Juarbe – Freddy Fernandez
- William Bassett – Mr. Mills
- Larry B. Scott – Jerry
- Juli Fields – Susan
- Dana Andersen - Barbara
- Frank Burt Avalon - Chucky
- Jeff Fishman - Billy
- Ken Daly - Chris
- Peter Jason - fotbollstränare
- Andrew Shue - medlem i Cobra Kai
- Sharon Spelman - Mrs. Mills

## Mottagande
Rotten Tomatoes rapporterade att 90 procent, baserat på 42 recensioner, hade gett filmen en positiv recension och satt ett genomsnittsbetyg på 6,9 av 10. I Entertainment Weeklys lista över de 50 bästa high school filmerna, rankas filmen som nummer 31.

## Om filmen
- Morita nominerades till en Oscar för bästa manliga biroll för sin insats i filmen.[4]
- Karate Kid fick flera uppföljare: Karate Kid II: Mästarprovet, Karate Kid III: Man mot man och Karate Kid: Mästarens nya elev samt en tecknad tv-serie. 2010 kom en nyversion av Karate Kid med titeln The Karate Kid.
- En scen som visar hur Kreese anfaller Miyagi strax efter Daniels seger klipptes bort men finns med i början av Karate Kid II: Mästarprovet.
- I den svenska långfilmen Kommissarie Späck berättar Gründvald Karlsson att han såg filmen som barn.